# 팝업 차단
팝업 차단이란 웹서핑 중 뜨는 팝업을 자동으로 보지 못하게 하는 기능으로 해당 사이트에서 팝업을 보려면 설정을 해제 해야만 한다. 보안을 위해서 팝업 차단을 사용하는 것을 권장하고 대부분의 컴퓨터는 자동으로 팝업 차단이 설정되어 있다. 그러나 팝업 차단을 사용하면 일부 웹서핑 중 어려움을 겪을 수 있다.